# Joel Turner
Joel Turner (ur. ok. 1820, zm. 1888) – amerykański polityk, jedenasty burmistrz Los Angeles. Funkcję tę pełnił przez dwie kadencje w latach 1868–1870. Za jego rządów liczba mieszkańców miasta wzrosła do 5614 osób.